# Valentino Guseli
Valentino Guseli (* 1. April 2005 in Canberra) ist ein australischer Snowboarder. Er startet in den Freestyledisziplinen.

## Werdegang
Guseli nimmt seit 2012 an Wettbewerben der  World Snowboard Tour und der FIS teil. Dabei wurde er bei den Juniorenweltmeisterschaften 2019 in Leysin Zehnter in der Halfpipe. Sein Debüt im Snowboard-Weltcup gab er im Januar 2021 in Laax, welches er auf dem achten Platz in der Halfpipe beendete. Bei den Snowboard-Weltmeisterschaften 2021 in Aspen errang er den 11. Platz in der Halfpipe. Nachdem Plätzen 31, 13 und fünf im Weltcup zu Beginn der Saison 2021/22, belegte er bei den Winter-X-Games 2022 in Aspen sowie bei den Olympischen Winterspielen 2022 in Peking den sechsten Platz in der Halfpipe. Im März 2022 erreichte er in Bakuriani mit Platz zwei im Slopestyle und Rang drei im Slopestyle in Silvaplana seine ersten Podestplatzierungen im Weltcup. Die Saison beendete er auf dem fünften Platz im Park & Pipe-Weltcup und auf dem vierten Rang im Slopestyle-Weltcup. Zu Beginn der Saison 2022/23 holte er im Slopestyle in Edmonton seinen ersten Weltcupsieg. Im weiteren Saisonverlauf gewann er bei den Winter-X-Games 2023 die Bronzemedaille in der Halfpipe und kam im Slopestyle in Calgary sowie im Mammoth in der Halfpipe und Slopestyle jeweils auf den zweiten Platz.

## Teilnahmen an Weltmeisterschaften und Olympischen Winterspielen

### Olympische Winterspiele
- 2022 Peking: 6. Platz Halfpipe

### Snowboard-Weltmeisterschaften
- 2021 Aspen: 11. Platz Halfpipe
- 2023 Bakuriani: 2. Platz Halfpipe

## Weltcupsiege und Weltcup-Gesamtplatzierungen

### Weltcupsiege
| Nr. | Datum             | Ort      | Disziplin |
| --- | ----------------- | -------- | --------- |
| 1.  | 10. Dezember 2022 | Edmonton | Big Air   |
| 2.  | 10. Februar 2024  | Calgary  | Halfpipe  |

### Weltcup-Gesamtplatzierungen
| Saison  | Park & Pipe | Park & Pipe | Halfpipe | Halfpipe | Slopestyle | Slopestyle | Big Air | Big Air |
| Saison  | Punkte      | Platz       | Punkte   | Platz    | Punkte     | Platz      | Punkte  | Platz   |
| ------- | ----------- | ----------- | -------- | -------- | ---------- | ---------- | ------- | ------- |
| 2020/21 | 35          | 45.         | 34       | 15.      | 1          | 61.        | -       | -       |
| 2021/22 | 220         | 5.          | 65       | 11.      | 155        | 4.         | -       | -       |
| 2022/23 | 440         | 1.          | 246      | 2.       | 165        | 3.         | 214     | 1.      |
| 2023/24 | 350         | 1.          | 230      | 2.       | 78         | 8.         | 93      | 12.     |
| 2024/25 | 13          | 101.        | -        | -        | -          | -          | 13      | 50.     |